# Canale di Zanzibar

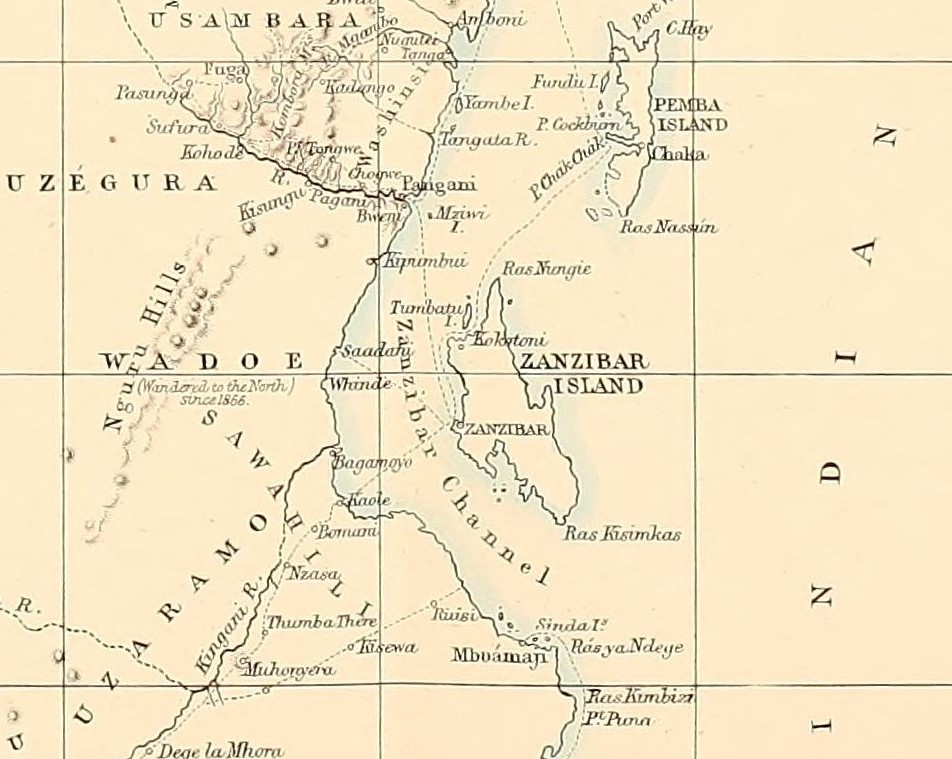
Una mappa ritraente il canale

Il canale di Zanzibar o stretto di Zanzibar è il braccio di Oceano Indiano che separa l'isola di Unguja, la principale isola dell'arcipelago di Zanzibar, dalla costa continentale della Tanzania. È lungo circa 120 km da nord a sud e largo dai 30 ai 40 km, con una profondità variabile da poche decine di metri nella parte centrale a diverse centinaia di metri verso nord e verso sud. In passato la profondità è stata considerevolmente inferiore (circa 120 m in meno all'epoca dell'ultima era glaciale), cosa che giustifica la presenza di numerose specie animali terrestri del continente sulle isole dell'arcipelago. Il successivo innalzamento delle acque, e il conseguente isolamento di Unguja dalla terraferma, è comunque risultato nell'evoluzione di alcune specie endemiche, come il colobo rosso di Zanzibar.
L'estremità meridionale del canale di Zanzibar si trova grosso modo all'altezza di Dar es Salaam. L'ingresso nel canale da sud è segnalato da un faro sul promontorio di Ras Kanzi, 22 km a sud di Dar.